# Experiment de Cavendish

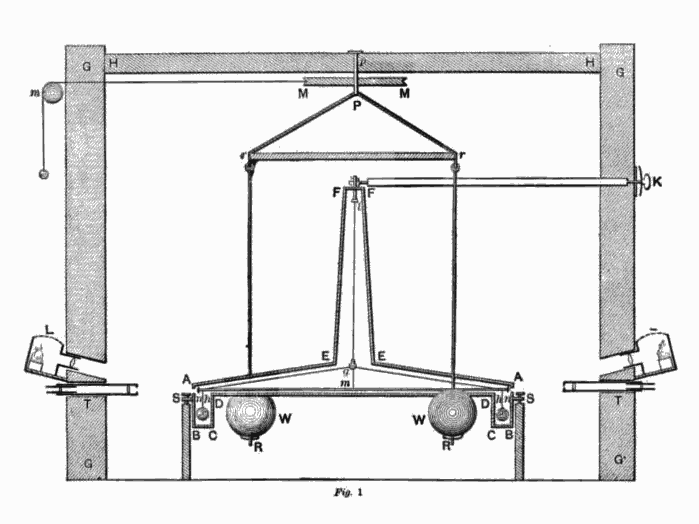
Secció vertical de la balança de torsió (Figura 1 de l'article de Cavendish) incloent la construcció que la protegia GGGG.

L'experiment de Cavendish és un experiment realitzat entre 1797 i 1798 pel científic britànic Henry Cavendish amb l'objectiu de determinar la densitat mitjana de la Terra, cosa que permeté després calcular la seva massa a partir del radi de la Terra i la massa de la Lluna, el Sol i la resta de planetes del sistema solar. De la densitat de la Terra es determinà posteriorment el valor de la constant de gravitació universal, {\textstyle G}.
Cavendish millorà un dispositiu, anomenat balança de torsió, dissenyat al voltant del 1783 per John Michell (1724-1793) que morí sense poder completar l'experiment. El resultat obtingut per Cavendish fou que la densitat mitjana de la Terra era 5,437 g/cm3, només un 1,4% menor que el valor ara acceptat, 5,515 g/cm3.

## Antecedents

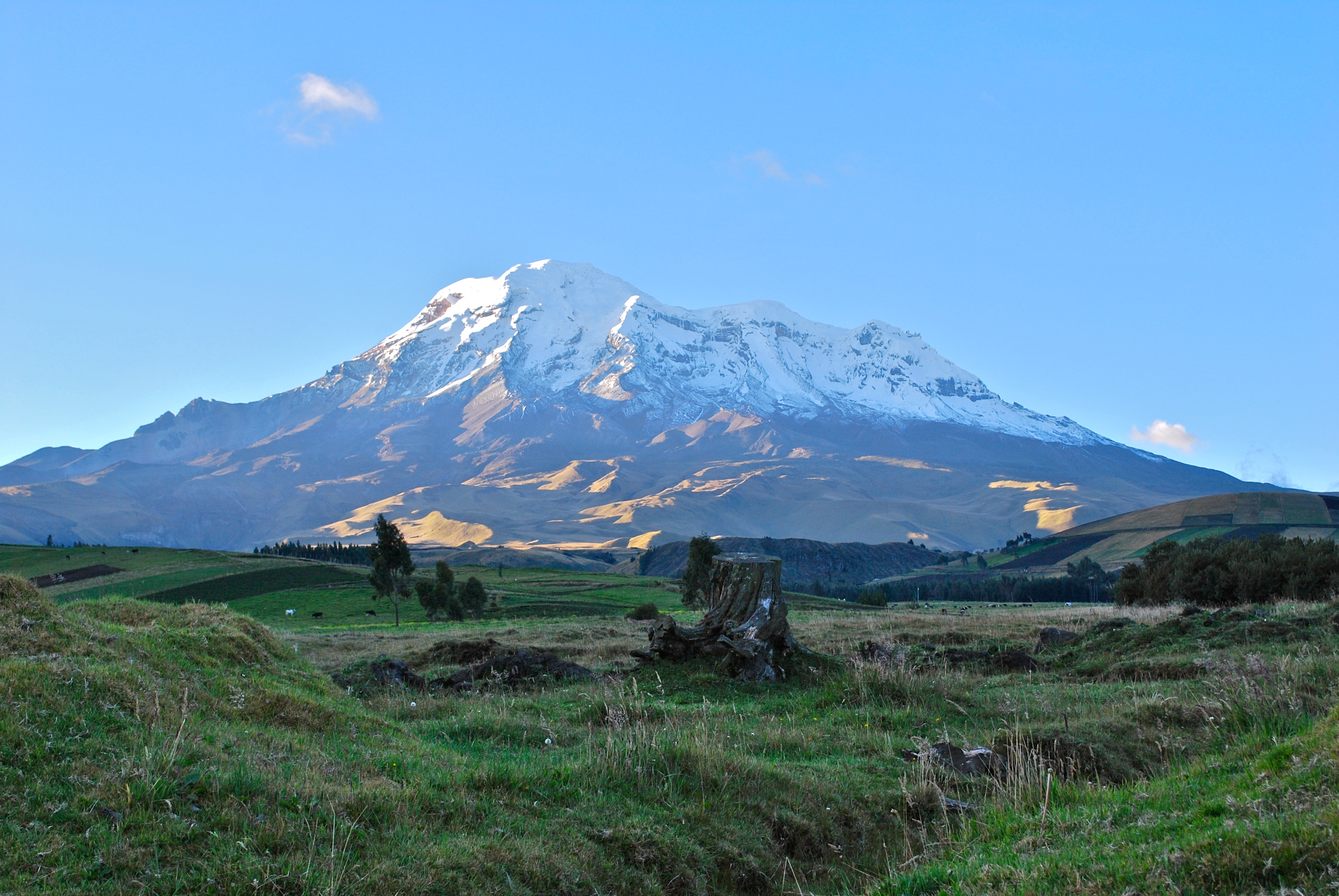
El volcà Chimborazo, a la República de l'Equador

Desviació d'una plomada en les proximitats d'una muntanya

Un dels primers intents per determinar la densitat terrestre fou realitzat pel professor d'hidrografia de Le Havre, el francès Pierre Bouguer, durant la Missió Geodèsica al Perú (1735-1739). Bouguer dugué a terme diversos experiments per determinar la relació entre la densitat del volcà Chimborazo i la densitat mitjana de la Terra, a partir de la desviació de la vertical d'una plomada propera a aquesta gran muntanya. Isaac Newton ja havia considerat prèviament la realització de l'experiment com a demostració pràctica de la seva teoria de la gravitació en els seus Principia, però finalment rebutjà la idea. Els resultats de Bouguer no foren massa bons, ja que una mesura donava una densitat de la Terra quatre vegades superior al de la muntanya i l'altra dotze vegades més.

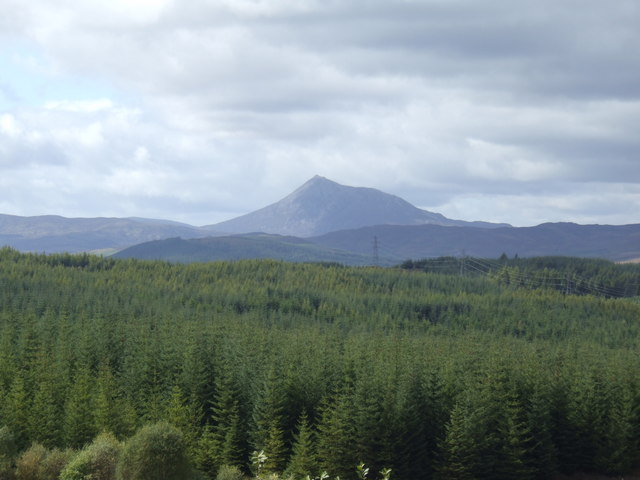
La muntanya Schiehallion

Un segon experiment per a determinar la densitat de la Terra és l'experiment de Schiehallion de mitjans de 1774. Un comitè de científics de la Reial Societat de Londres format per l'Astrònom Reial el reverend Nevil Maskelyne, Henry Cavendish, Benjamin Franklin, Daines Barrington i el reverend Samuel Horsley, es convenceren el 1772 que podien determinar l'atracció d'una muntanya sobre una plomada i l'estiu de 1773 s'encarregà a l'astrònom Charles Mason cercar una muntanya. Mason elegí per la seva simetria i aïllament la muntanya escocesa de Schiehallion, al comtat de Perthshire. L'experiment fou realitzat per Maskelyne i les dades foren tractades per Charles Hutton. Els resultats finals foren que la densitat de la Terra corresponia a 4,500 g/cm³, un 20% inferior al valor actualment acceptat de 5,515 g/cm³.
Cap al 1768 el reverend John Michell (1724-1793), físic i geòleg britànic, dissenyà i construí una balança de torsió també amb l'objectiu de determinar la densitat mitjana de la Terra. Aquest instrument era semblant al dissenyat pel francès Charles-Augustin de Coulomb que l'emprà per a mesurar petites atraccions i repulsions elèctriques el 1784. Sembla que Michell no coneixia els treballs de Coulomb quan dissenyà la seva balança de torsió. No obstant això, Michell morí sense poder completar el seu experiment i l'instrument que havia construït fou heretat pel reverend Francis John Hyde Wollaston, professor de filosofia natural a la Universitat de Cambridge i membre d'una família dedicada a la ciència qui, al seu torn, el lliurà a Henry Cavendish, membres ambdós de la Royal Society.
Determinar la densitat de la Terra era en aquell temps important per diversos motius:
1. Afermava la física newtoniana en connectar el principi de la gravitació universal, que havia unificat la mecànica celeste i la terrestre, amb la geologia.[1]
2. En el camp de la geologia, a la fi del segle xviii existia una controvèrsia entre dues idees sobre la composició interna de la Terra: la teoria neptuniana de l'alemany Abraham Gottlob Werner, que considerava l'oceà, l'aigua, com a responsable de la formació del regne mineral, i la teoria plutoniana de l'escocès James Hutton que atribueix les principals formacions geològiques terrestres a la calor interna de la Terra. Per tant, la determinació de la densitat mitjana terrestre permetria dilucidar sobre la solidesa o fluïdesa de l'interior del planeta.[1]
3. La densitat de la Terra permetia calcular la seva massa, i aquesta era requerida a l'astronomia del segle xviii, ja que, un cop coneguda, les masses de la Lluna, el Sol i la resta dels planetes del sistema solar es podrien trobar a partir d'ella.[1]

## L'experiment

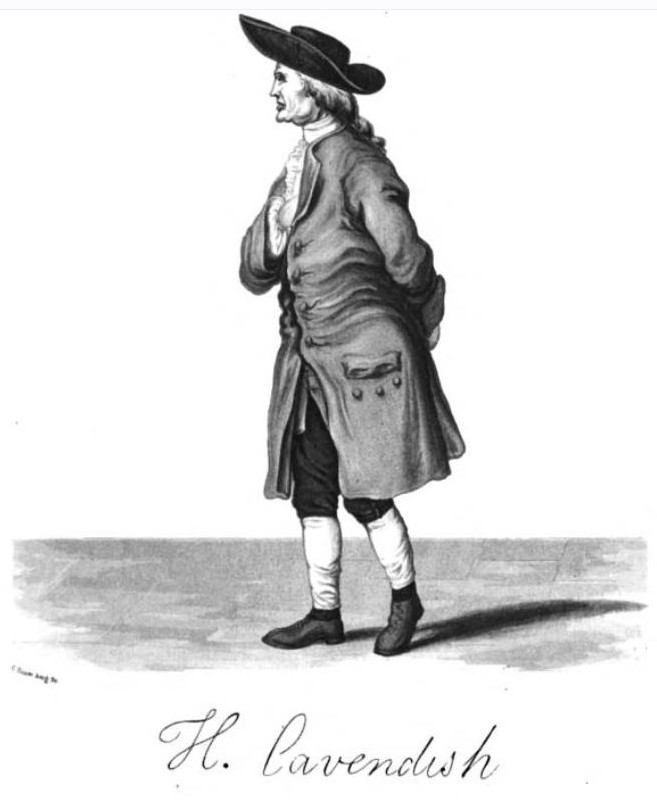
Henry Cavendish

Henry Cavendish inicià els seus experiments l'estiu del 1797, quan ja tenia 67 anys, al jardí de la seva casa de Clapham Common, actualment un barri residencial al sud de Londres, on situà la balança de torsió dintre d'una habitació d'un edifici de 17,7x7,9 m. El primer experiment el dugué a terme el 5 d'agost de 1797, i fins al 23 de setembre realitzà set experiments més. Set mesos després, entre el 29 d'abril i el 30 de maig de 1798 en realitzà nou més, els dos darrers a càrrec del seu secretari George Gilpin.
És comú trobar molts llibres que assenyalen erròniament que el propòsit de Cavendish era determinar la constant gravitacional, {\textstyle G}, i aquest error ha estat assenyalat per diversos autors. En realitat, l'únic propòsit de Cavendish era determinar la densitat de la Terra, que ell anomenava "pesar el món". La constant gravitacional no apareix en l'article original de Cavendish del 1798 Experiments to Determine the Density of the Earth i no hi ha indici que ell hagi albirat això com a propòsit experimental. Una de les primeres referències a {\textstyle G}, escrita {\textstyle f}, apareix el 1844, a la 4a edició del llibre Cours élémentaire de Physique de Nicolas Deguin, però sense escriure la fórmula completa de la llei de Newton. La primera vegada que s'escriu aquesta fórmula completa és el 1873 a la memòria Détermination nouvelle de la constante de l'attraction et de la densité moyenne de la Terre de Marie-Alfred Cornu i Jean-Baptistin Baille:
{\displaystyle F=f\cdot {\frac {m\cdot m'}{r^{2}}}}

### La balança de torsió

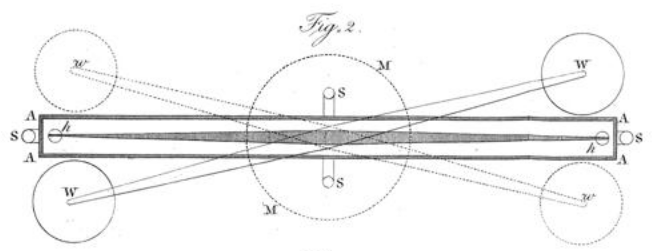
Vista zenital de la balança de torsió (Figura 2 de l'article de Cavendish). Esquema del braç horitzontal amb les 2 esferes petites b, i les esferes grosses en dues posicions diferents (WW i ww).

La balança de torsió de Michell, reconstruïda i millorada per Cavendish, consistia en:
1. Un braç de fusta horitzontal, de massa negligible, de 183 cm de longitud (6 peus) estava suspès d'un filferro de 102 cm (40 polzades) de llargària, just al mig. A cada extrem del braç hi havia una petita esfera de plom de 5,08 cm (2 polzades) de diàmetre i de 0,73 kg de massa (b a les figures). Tot tancat dintre d'una caixa de fusta de caoba, AAAA, per evitar corrents d'aire i variacions de temperatura, amb unes petites obertures als extrems tapades amb un vidre que permetia observar la posició de les dites esferes. Una petita força permetia que aquest braç horitzontal girés al voltant de l'eix de rotació marcat pel filferro si aquest era suficientment prim.[6]
2. Devora cadascuna de les esferes b anteriors, Cavendish disposà una altra esfera fixa, també de plom, però molt més pesada, de 158 kg (de 20,3 cm o 8 polzades de diàmetre). Venen indicades a les figures en dues posicions diferents, WW i ww. Per situar-les molt a prop de les esferes petites Cavendish dissenyà un mecanisme per desplaçar-les activat a distància amb l'objectiu d'evitar interferències, assenyalat MM. L'acció gravitatòria d'aquestes esferes havia d'atreure les esferes petites del braç produint un petit gir del filferro.[6]

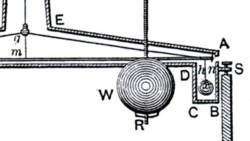
Detall de la balança de torsió (Figura 1 de l'article de Cavendish). W és l'esfera grossa, x la petita. La caixa de fusta que tanca el braç és ABCD. n representa l'obertura per on es pot observar l'escala graduada h.

3. Detall de la balança de torsió (Figura 1 de l'article de Cavendish). W és l'esfera grossa, x la petita. La caixa de fusta que tanca el braç és ABCD. n representa l'obertura per on es pot observar l'escala graduada h.Amb l'objectiu de mesurar la desviació de les esferes petites Cavendish disposà unes escales graduades d'ivori dintre de la caixa de fusta que protegeix el braç, situades prop de les esferes petites, i il·luminades amb un raig de llum des de l'exterior. L'escala tenia divisions separades 0,13 cm (1/20 polzades). A l'extrem del braç hi disposà una petita peça d'ivori que actuava com el nònius d'una balança i que subdividia les divisions de l'escala en 5 parts, és a dir, un valor de 0,25 mm.[6] Cal indicar que en molts esquemes de la balança de torsió que es poden trobar a la bibliografia s'indica que el filferro de sustentació duia un mirall que permetia observar la desviació produïda. Aquest sistema és una millora que es realitzà posteriorment a l'experiment de Cavendish per part d'altres investigadors. Cavendish mesurà la desviació directament sobre l'escala prop de les esferes petites.[1]
4. Per impedir pertorbacions causades per corrents d'aire i variacions de temperatura, Cavendish emplaçà la balança en una habitació tancada, a la figura indicada pels vèrtexs GGGG. Les esferes grosses les podia moure des d'una altra habitació contigua per mitjà d'un mecanisme assenyalat PRR activat al punt m. I també podia mesurar la petita torsió de la balança utilitzant un telescopi, assenyalat T, per observar les desviacions damunt l'escala d'ivori il·luminada per llum procedents d'unes espelmes, assenyalades com l.[1]

Aquesta balança era notablement sensible per al seu temps. La força de torsió que es produïa per atracció de les esferes era molt petita, 1,74·10-7 N, al voltant de 24·10-9 el pes de les esferes petites. Equival a la força que cal fer per sostenir 0,0155 mg de matèria. Aixecar un gra d'arena d'1 mm de diàmetre comporta fer una força unes 90 vegades major que la mesurada per la balança de Cavendish.

### El mètode de Cavendish

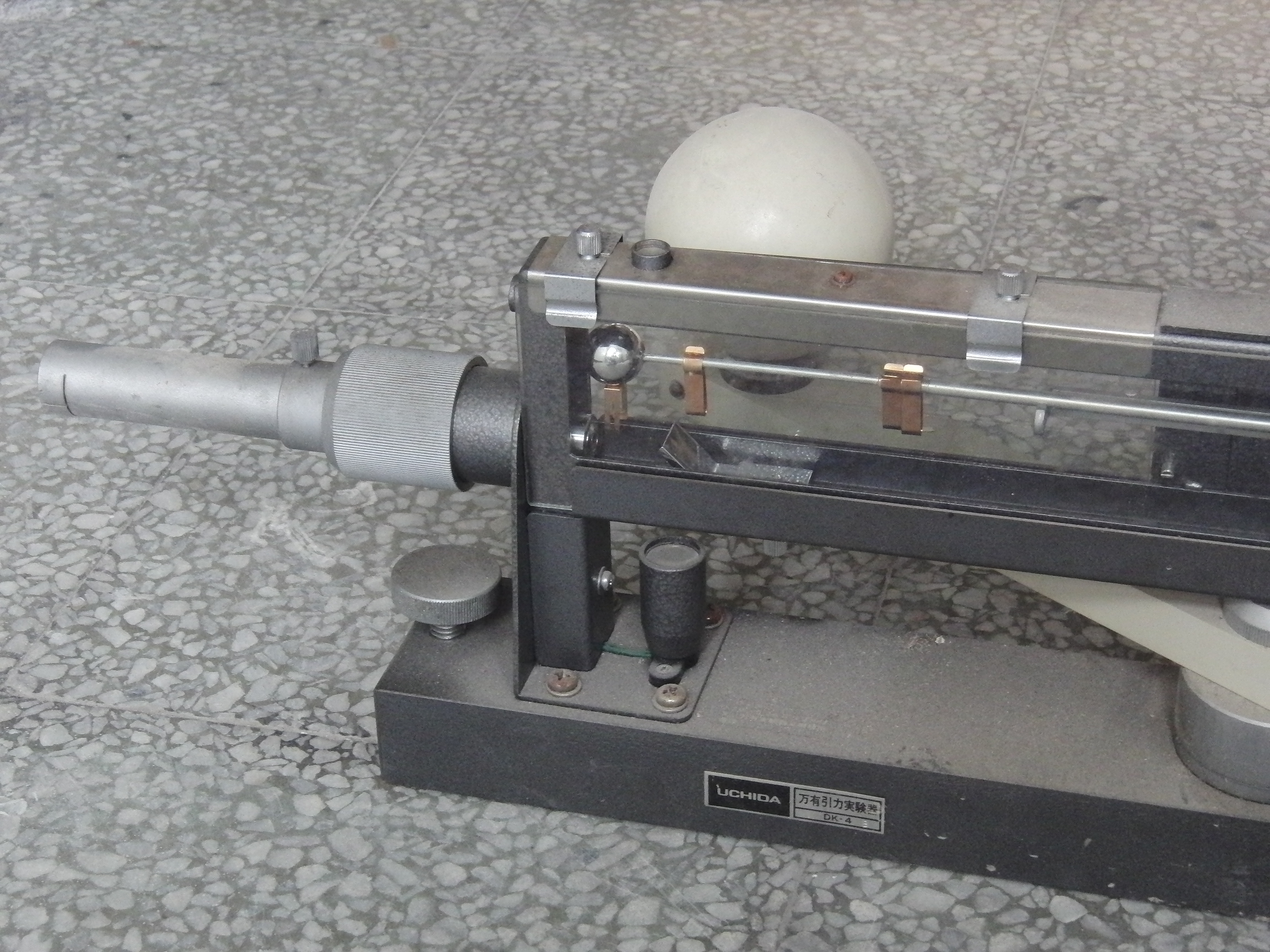
Un dels extrems d'una balança de torsió actual destinada a la demostració de l'experiment de Cavendish

El mètode de Cavendish utilitzat per calcular la densitat de la Terra consistí a mesurar el període d'oscil·lació del braç horitzontal, que oscil·la apropant-se a l'esfera gran i allunyant-se.
Quan les esferes grosses s'apropen a una curta distància (9 polzades o 22,9 cm) de les esferes petites, la força d'atracció gravitatòria es fa sensible i el braç amb les esferes petites comença a girar cap a les esferes grosses. A mesura que les esferes petites s'aproximen a les grosses s'incrementa la força d'atracció, ja que és inversament proporcional a la distància que separa els seus centres, {\displaystyle F\propto 1/r^{2}\,}. Al mateix temps això produeix un gir del filferro que sustenta el braç i una força recuperadora que s'oposa a la torsió. Aquesta força recuperadora creix a mesura que les esferes petites s'aproximen a les grosses, ja que és proporcional a l'angle girat (llei de Hooke) fins que s'iguala a la força que les atreu. En aquest moment les forces estan equilibrades, però el braç amb les esferes petites duu una certa velocitat (inèrcia), la qual cosa fa que segueixi movent-se en el mateix sentit. Tanmateix la força de recuperació que s'oposa al moviment creix més que la força d'atracció gravitatòria i aconsegueix aturar el moviment del braç. Així les esferes petites s'aturen i canvia el sentit del seu moviment. En passar un altre cop per la posició d'equilibri duen una velocitat no nul·la que fa que segueixin. La força de torsió actua ara en el mateix sentit que la d'atracció gravitatòria, frenant ambdues el braç, i el moviment de les esferes s'atura a poc a poc. Després les esferes inicien el moviment en sentit contrari. És a dir, es produeix un moviment oscil·latori semblant al del pèndol simple.
El període de les oscil·lacions mesurat per Cavendish fou d'uns 14 minuts, la qual cosa dona idea del lent moviment del braç. Cavendish mesurava el temps de 3 oscil·lacions completes per després determinar el període dividint el temps total pel nombre d'oscil·lacions. Es pot demostrar que el període està relacionat amb la força gravitatòria i la força recuperadora del filferro. L'oscil·lació és esmorteïda i la seva amplitud, que no supera els 2 cm, es va reduint lleugerament a cada oscil·lació, si bé això no afecta el període que és independent d'ella. El moviment d'oscil·lació requeria moltes hores per aturar-se completament, però Cavendish canviava abans la posició de les esferes grosses a l'altre costat i aconseguia reactivar les oscil·lacions i realitzar noves mesures.

La llei de la gravitació universal de Newton diu que una massa M n'atreu una altra m amb una força F proporcional al producte M·m i inversament proporcional al quadrat de la distància r que les separa.

Determinant el període d'aquestes petites oscil·lacions es pot calcular la força d'atracció gravitatòria sobre l'esfera petita deguda a l'esfera gran, de massa M coneguda, i comparar-la amb la força sobre la mateixa esfera petita deguda a la Terra. D'aquesta manera es pot descriure la Terra com a N vegades més massiva que l'esfera grossa. Tot això basant-se en la teoria de la gravitació universal d'Isaac Newton que deia que la força d'atracció era proporcional al producte de les masses, M i m, i inversament proporcional a la distància, r, al quadrat entre elles.
Una vegada realitzats els càlculs i fetes una sèrie de correccions el resultat obtingut per Cavendish fou que la densitat mitjana de la Terra era 5,448 vegades la densitat de l'aigua entre 19 °C i 21 °C (0,998 g/cm3). Això representa una diferència de només un 1,4% del valor acceptat en l'actualitat, 5,526 vegades la densitat de l'aigua, o 5,515 g/cm3.

### Formulació matemàtica

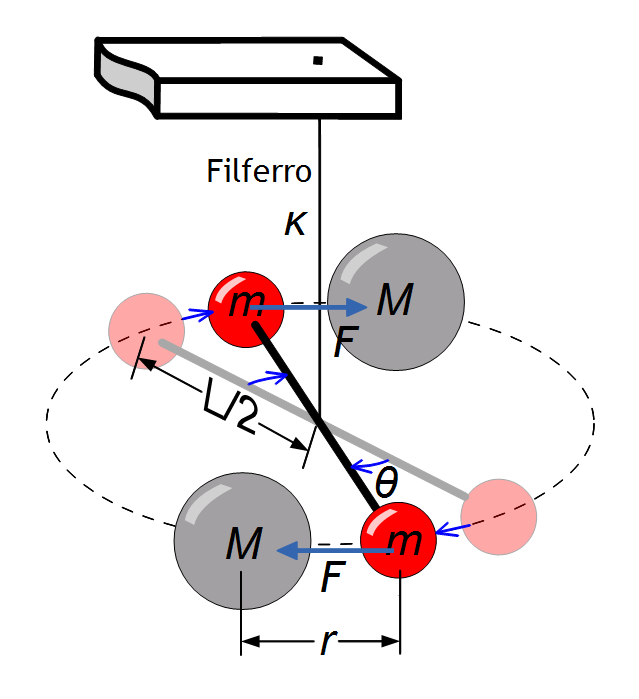
Esquema d'una balança de torsió. Les esferes petites estan situades damunt un braç penjat d'un filferro. Les esferes grosses estan immòbils i produeixen una atracció sobre les petites fent girar el braç. El filferro s'oposa a aquest gir oposant-s'hi amb una força que es pot mesurar.

Les definicions dels termes emprats a les fórmules figuren en la llegenda adjunta al final d'aquesta secció.
La següent derivació de la fórmula emprada per Cavendish no és la seguida per ell, ja que en aquell temps no existia una definició d'unitat de força i els raonaments es feien mitjançant comparacions. Tanmateix s'obtenen les fórmules que ell emprà amb el mètode de determinació de les oscil·lacions de les esferes petites.
El moment de força {\displaystyle \tau }, per definició és el producte d'una força per la distància que separa el seu punt d'aplicació de l'eix de rotació. Aquí és el producte de la força d'atracció gravitatòria entre les dues esferes, F, i la distància que separa cada esfera petita a l'eix de rotació del braç que duu les dues esferes petites, L / 2. Com que hi ha dues parelles d'esferes (2 grosses i 2 petites) i cada parella produeix una força a la distància L / 2 des de l'eix de la balança, el moment de força és 2·F·L / 2 = F·L. En un pèndol de torsió, com el d'una balança de torsió, el moment de força, {\displaystyle \tau }, és proporcional a l'angle de gir {\displaystyle \theta } de la balança, essent la constant de proporcionalitat el coeficient de torsió, {\displaystyle \kappa }, això és {\displaystyle \tau =\kappa \cdot \theta }. Així, igualant ambdues fórmules, s'obté la següent expressió:

La força d'atracció gravitatòria, F, entre una esfera petita de massa m i una esfera grossa de massa M, separats els seus centres una distància r, ve donada per l'expressió de la llei de gravitació universal d'Isaac Newton:
Substituint aquesta expressió de F a l'equació (1) queda:
Amb l'objectiu de determinar el coeficient de torsió, {\displaystyle \kappa \,}, del filferro, es pot mesurar el període natural d'oscil·lació T de la balança de torsió, el qual ve donat en funció del moment d'inèrcia, I, i del coeficient de torsió {\displaystyle \kappa }, segons l'expressió:
Considerant que la massa del braç de fusta és negligible comparant-lo amb les masses de les esferes petites, el moment d'inèrcia de la balança és degut únicament a les dues esferes petites, i val:
que es pot substituir l'expressió (3) i s'obté el període com a:
Aïllant {\displaystyle \kappa }, queda:
que es pot substituir l'expressió (2), i reordenar-la aïllant la constant G:
L'atracció que exerceix la Terra sobre una massa m (la massa de les esferes petites) situada prop de la seva superfície, això és, del pes, és:
I, aïllant la massa de la Terra, queda com:
Substituint el valor de G en funció del període queda la massa de la Terra en funció del període:
La densitat de la Terra, {\displaystyle \rho _{Terra}}, és la relació entre la seva massa, {\displaystyle M_{Terra}}, i el seu volum, el volum d'una esfera:

### Llegenda
| Símbol                          | Unitats                                                         | Definició                                                                                      |
| {\displaystyle \theta \,}       | {\displaystyle {\mbox{radians}}\,}                              | Desviació angular de la posició de les esferes petites respecte de la seva posició d'equilibri |
| {\displaystyle F\,}             | {\displaystyle {\mbox{N}}\,}                                    | Força gravitatòria entre les masses M i m                                                      |
| {\displaystyle G\,}             | {\displaystyle {\mbox{m}}^{3}{\mbox{kg}}^{-1}{\mbox{s}}^{-2}\,} | Constant gravitacional                                                                         |
| {\displaystyle m\,}             | {\displaystyle {\mbox{kg}}\,}                                   | Massa de les esferes petites                                                                   |
| {\displaystyle M\,}             | {\displaystyle {\mbox{kg}}\,}                                   | Massa de les esferes grosses                                                                   |
| {\displaystyle r\,}             | {\displaystyle {\mbox{m}}\,}                                    | Distància entre els centres de les esferes petita i grossa                                     |
| {\displaystyle L\,}             | {\displaystyle {\mbox{m}}\,}                                    | Longitud entre els centres de les dues esferes petites                                         |
| {\displaystyle \kappa \,}       | {\displaystyle {\mbox{N}}\,{\mbox{m}}\,{\mbox{radian}}^{-1}\,}  | Coeficient de torsió del filferro                                                              |
| {\displaystyle I\,}             | {\displaystyle {\mbox{kg}}\,{\mbox{m}}^{2}\,}                   | Moment d'inèrcia del braç                                                                      |
| {\displaystyle T\,}             | {\displaystyle {\mbox{s}}\,}                                    | Període d'oscil·lació del braç                                                                 |
| {\displaystyle g\,}             | {\displaystyle {\mbox{m}}\,{\mbox{s}}^{-2}\,}                   | Acceleració de la gravetat en la superfície de la Terra                                        |
| {\displaystyle M_{Terra}\,}     | {\displaystyle {\mbox{kg}}\,}                                   | Massa de la Terra                                                                              |
| {\displaystyle R_{Terra}\,}     | {\displaystyle {\mbox{m}}\,}                                    | Radi de la Terra                                                                               |
| {\displaystyle \rho _{Terra}\,} | {\displaystyle {\mbox{kg}}\,{\mbox{m}}^{-3}\,}                  | Densitat de la Terra                                                                           |

## Experiments posteriors
Després de l'experiment realitzat per Cavendish altres científics repetiren l'experiment amb el mateix muntatge introduint millores. A partir de mitjan segle xix els experiments es realitzaven ja amb l'objectiu de determinar la constant de la gravitació, {\textstyle G}, i no la densitat de la Terra. En destaquen:
- L'alemany Ferdinand Reich repetí la mesura de la densitat de la Terra amb una balança molt similar a l'emprada per Cavendish i obtingué nous valors de la densitat mitjana de la Terra, ρ = 5,49 g/cm³ el 1837 i ρ = 5,58 g/cm³ el 1852.
- Francis Baily repetí l'experiment de la balança de torsió i obtingué el 1842 un valor de ρ = 5,67 g/cm³.[12]
- Els francesos Marie Alfred Cornu i Jean-Baptistin Baille trobaren el 1873 valors de ρ que oscil·len entre 5,50 i 5,56 g/cm³.[10]
- El 1895, Charles Vernon Boys modificà l'instrument original de Michell i Cavendish miniaturitzant-lo a 1/18 parts, substituint el fil de torsió, originalment de ferro, per fines fibres de quars, de 0,002 mm de diàmetre. Aquesta innovació li permeté utilitzar masses d'or menors (m = 2,7 g; M = 7,5 kg) i una distància de separació també menor, 15 cm,[13] alhora que controlà millor les variacions de temperatura i les variacions del pendent del sòl. També separà verticalment 6 polzades la posició de les parelles d'esferes amb l'objectiu de reduir l'efecte de l'esfera grossa de l'altre parell i disposà un mirall al braç que reflectia un raig de llum el qual permetia determinar mitjançant un telescopi el petit angle de desviació.[14] Els seus mesuraments donaren el valor ρ = 5,527 g/cm³.[15]
- El 1897, el físic alemany Karl Ferdinand Braun millorà la balança de torsió tancant-la dins un recipient on n'extragué l'aire, així evità els corrents d'aire que afecten l'oscil·lació. També emprà un nou mètode. Situà les masses grosses en línia amb les masses petites del braç, per després canviar la seva disposició 90°, mètode anomenat del període d'oscil·lació. En les posicions amb les quatre esferes alineades l'atracció gravitatòria es redueix el període d'oscil·lació i s'amplia amb les masses en les posicions creuades, més allunyades. Obtingué el valor ρ = 5,527 g/cm³, igual que Boys.
- El mètode de Braun també fou emprat el 1930 per Paul Renno Heyl amb diferents materials (or, platí i vidre) i obtingué un valor mitjà per a la densitat de la Terra de ρ = 5,517 g/cm³.[16] Repetí l'experiència el 1942 amb Peter Chrzanowski i obtingueren un valor ρ = 5,514 g/cm³, realitzant l'experiència amb diferents filferros.[17] Finalment Gabriel G. Luther i William R. Towler el 1982 empraren esferes de wolframi de 10,5 kg i obtingueren un valor molt precís.[18][19]